# Katolička Crkva u Nigeriji
Katolička crkva u Nigeriji dio je svjetske Katoličke Crkve, pod duhovnim vodstvom pape, kurije u Rimu i Katoličke biskupske konferencije Nigerije (CBCN).
Od 2022. godine predsjednik CBCN-a je Lucius Iwejuru Ugorji, nadbiskup nadbiskupije Owerri.
Službeni sveci zaštitnici Nigerije su Marija, kraljica Nigerije, i Patrik Irski.
Procjenjuje se da su 2020. kršćani činili 46,18 % stanovništva Nigerije; jedna četvrtina kršćana u Nigeriji su katolici (12,39 % stanovništva zemlje).